# PingPong
PingPong (em hebraico:  פינג פונג) é um grupo israelita/israelense que representou Israel no Festival Eurovisão da Canção 2000, com a canção "Sameach" (em hebraico:  שמח, lit. "feliz").
Os membros do grupo eram Guy Asif, Ahal Eden, Roy Arad e Yifat Giladi.  O grupo lançou um álbum, Between Moral and Fashion, (2000, Hed Arzi), com canções como "Burger Ranch" (uma referência a uma cadeia de fast food de Israel ), "I Got a Lover in Givati" e "Mr. Israel". Este álbum vendeu apenas 1000 cópias.
O seu sucesso "Sameach" foi admitido no Festival Eurovisão da Canção 2000. A canção terminou em 22.º lugar (entre 24 participantes), tendo recebido um total de 7 pontos. A letra da canção faz menção a um homem de Damasco que namora uma menina israelita. O grupo foi desaprovado pela Autoridade de Radiodifusão de Israel depois de agitar a bandeira da Síria durante o ensaio e o clipe da música. . Eles se recusaram a voltar atrás com o desempenho na final e voltou a tirar a bandeira ao vivo, como planeado, tudo para promover a paz israelo-síria Ehud Barak estava negociando a paz com a  Os membros do grupo também visitaram um centro comunitário da Síria em Estocolmo, onde onde teve lugar o Festival Eurovisão da Canção desse ano. O grupo era a preferida da NME para ganhar o concurso.
Em 2006, um documentário chamado " Sipur Sameach" [3, que retrata a viagem do grupo até à Suécia, foi lançado em DVD. O documentário foi realizado pelo cineasta Alon Weinstock.  